# María Daniela Velasco
María Daniela Velasco Rodríguez (Caracas, Venezuela; 21 de agosto de 1993) es antropóloga de profesión, activista ambiental y humanitaria, autora de las piezas de arte denominadas “Las paredes de amor”, Mentora en resiliencia personal y  Miss Earth Venezuela 2021. Velasco representó al Distrito Capital en el Miss Earth Venezuela 2017 y posteriormente representó a Venezuela en el Miss Tierra 2021 de manera virtual, ello debido a la pandemia de COVID-19, donde se posicionó en el Top 8 de Finalistas, y también ganando adicionalmente la medalla de oro en traje de baño y el premio a "Best Eco Video" del continente americano.Ahora es Embajadora de buena Voluntad para los refugiados para la agencia de las Naciones  Unidas, ACNUR. Actualmente esta por lanzar en 2025 su primer Libro.

## Vida y carrera

### Primeros años
Velasco nació y se crio en Caracas, Venezuela.  Antropóloga graduada de la Universidad central de Venezuela. Además de ello, se ha formado como mentora en resiliencia personal en el instituto del Heartmath y ha realizado estudios de formación en gerencia de empresas sostenibles en la Universidad de Cambridge.Por otro lado, Daniela se ha desempeñado como presentadora de televisión y también es fundadora de la ONG ambiental 'Okospiri' y es CEO de la empresa Ecopreneur Evolution.
María Daniela es también bilingüe tanto en inglés como en español.

## Trayectoria

### Miss Earth Venezuela 2017
Velasco inició su participación en los concursos de belleza en 2017, ello al ser partícipe de la edición inaugural del Miss Earth Venezuela en aquel año. María Daniela representó al Distrito Capital en dicho certamen, logrando posicionarse como una de las siete finalistas. Además de ello, consiguió la banda especial de Mejor Pasarela. Al final, Ninoska Vásquez del estado Lara obtendría el mencionado título.

### Miss Continentes Unidos 2017
En ese mismo año, Daniela alcanza su primera competencia internacional, ello después de haber sustituido a Oriana Gómez (aspirante al Miss Miranda 2016) como la representante venezolana en el Miss Continentes Unidos. Velasco entonces representó a Venezuela en el certamen Miss Continentes Unidos 2017, el cual se llevó a cabo 23 de septiembre de 2017 en Guayaquil, Ecuador.
Finalmente, María Daniela consiguió posicionarse dentro del grupo de 10 semifinalistas dentro de dicha competencia.

### Miss Earth Venezuela 2021
Velasco volvió a las filas del Miss Earth Venezuela, pero en esa ocasión como una posible designada para representar a Venezuela en el Miss Tierra 2021.
Después de un proceso de selección de varias semanas en el que estuvieron involucrados seguidores de Instagram. Velasco fue elegida como una de las 5 finalistas. Dentro de este grupo también se encontrabanː
- Gabriela de la Cruz, Miss Supranational Venezuela 2019 y cuarta finalista de Miss Supranacional 2019.
- Lisandra Chirinos, Miss Portuguesa 2020 y Top 10 de Miss Venezuela 2020.
- Elizabeth Gasiba, Miss Distrito Capital 2020, Top 10 de Miss Venezuela 2020 y primera finalista de Miss Supranational Venezuela 2021
- Valentina Sánchez, Miss Nueva Esparta 2020, Top 5 de Miss Venezuela 2020 y tercera finalista de Miss Supranacional 2021.

El 11 de octubre de 2021, dicho grupo fue reducido a 3 finalistasː Lisandra Chirinos, Elizabeth Gasiba y María Daniela Velasco. El 15 de octubre de 2021, se realizó el evento de designación, en el cual finalmente quedarían empatadas, Gasiba y Velasco. Al final del evento, el presidente de la Organización Miss Earth Venezuela, Prince Julio César, declaró que tanto María Daniela Velasco como Elizabeth Gasiba serían ambas portadoras del título de Miss Earth Venezuela, Velasco como Miss Earth Venezuela 2021, y Gasiba como Miss Earth Venezuela 2022. Finalmente, su antecesora, Stephany Zreik, entregó la corona a Velasco como la nueva Miss Earth Venezuela.

### Miss Earth 2021
Velasco representó a Venezuela en el Miss Tierra 2021, el cual se llevó a cabo el 21 de noviembre de 2021 de manera virtual desde Manila, Filipinas, debido a la pandemia de COVID-19, en dicho certamen Velasco logró posicionarse entre las 8 finalistas del certamen y obtuvo la medalla de oro en traje de baño y el premio a mejor "Eco Video" de las americas.

## Cronología
| Predecesor: Stephany Zreik | Miss Earth Venezuela 2021        | Sucesor: Oriana Pablos               |
| Predecesor: Título nuevo → | Miss Earth Distrito Capital 2017 | Sucesor: María Patricia Páez Morales |

| Venezuela en los Grand Slam 2021 | Venezuela en los Grand Slam 2021 | Venezuela en los Grand Slam 2021 | Venezuela en los Grand Slam 2021 | Venezuela en los Grand Slam 2021 | Venezuela en los Grand Slam 2021 | Venezuela en los Grand Slam 2021 |
| Miss Universo                    | Miss Mundo                       | Miss Internacional               | Miss Intercontinental            | Miss Tierra                      | Miss Supranacional               | Miss Grand Internacional         |
| -------------------------------- | -------------------------------- | -------------------------------- | -------------------------------- | -------------------------------- | -------------------------------- | -------------------------------- |
| Luiseth Materán                  | Alejandra Conde                  | Suspendido                       | Auri López                       | María Daniela Velasco            | Valentina Sánchez                | Vanessa Coello                   |

- Datos: Q108917883